# Панин, Виктор Евгеньевич (политик)
Ви́ктор Евге́ньевич Па́нин — советский и российский партийный и государственный деятель.

## Биография
Виктор Евгеньевич Панин родился 7 октября 1951 года в Барнауле.
После окончания школы в 1968 году устроился на работу на завод «Трансмаш» в Барнауле. В 1969—1971 годах проходил службу в рядах Советской Армии, после чего вернулся на завод.
В 1973—1975 годах работал на Барнаульском котельном заводе, затем в 1975—1979 годах — в Алтайском научно-исследовательском институте технологии машиностроения.
В 1976 году вступил в ряды КПСС.
В 1978 году окончил Барнаульский государственный педагогический институт. Проработав учителем в школе до 1981 года, вернулся на Барнаульский котельный завод.
Проработал на заводе до 1995 года (к этому времени предприятие было преобразовано в АООТ «Сибэнергомаш»), занимал должность мастера.
После образования КПРФ активно занимается партийной деятельностью. Участвовал в создании Алтайского краевого отделения КПРФ. Член Барнаульского горкома КПРФ, член президиума Алтайского крайкома КПРФ.
В декабре 1995 года В. Е. Панин был избран депутатом Государственной Думы Федерального Собрания РФ второго созыва, член фракции КПРФ. В Госдуме был членом Комитета по труду и социальной политике.
После окончания срока депутатских полномочий Виктор Евгеньевич Панин занимает должность руководителя Государственной инспекции труда — главного государственного инспектора труда в Алтайском крае. С 2003 года он является членом Избирательной комиссии Алтайского края.
В. Е. Панин является членом редакционного совета журнала «Рынок труда Алтая» и печатается в этом журнале.
В 2007 году В. Е. Панин награждён Почётной грамотой Алтайского краевого Совета народных депутатов.
В. Е. Панин женат, в семье растут дочь и сын.